# Thaumasura colliscutellum
Thaumasura colliscutellum är en stekelart som beskrevs av Girault 1932. Thaumasura colliscutellum ingår i släktet Thaumasura och familjen puppglanssteklar. Inga underarter finns listade i Catalogue of Life.